# Qualificazioni alla Coppa del Mondo di rugby 2019 - Africa
Le qualificazioni africane alla Coppa del Mondo di rugby 2019 si tennero tra il 2016 e il 2018 e riguardarono 14 squadre nazionali africane che dovettero esprimere una qualificata direttamente alla Coppa e destinarne una al torneo di ripescaggio.
Alla Coppa del Mondo di rugby 2019 furono ammesse di diritto le dodici squadre meglio classificate dell'edizione del 2015 (le otto quartifinaliste più le migliori terze classificate della fase a gironi) tra cui il Sudafrica, che quindi non fu interessato dalle qualificazioni.
Le qualificazioni si svolsero su tre turni, ciascuno dei quali coincidenti con una di tre annate consecutive dell'Africa Cup, da quella del 2016 a quella del 2018; in particolare, per l'edizione del 2014 furono usati i risultati delle due divisioni inferiori del torneo (Divisione 1.B e 1.C), nel 2015 le due superiori (Gold Cup e Silver Cup) e nel 2018 solo la prima (Gold Cup).
A qualificarsi per la Coppa del Mondo, per la sesta volta consecutiva, fu la Namibia, campione africana 2018, mentre invece il Kenya, giunto secondo nel torneo, fu ammesso al torneo di ripescaggio a fine anno in Francia.

## Criteri di qualificazione
Sostanzialmente il primo e il secondo turno ebbero la funzione di stabilire la formazione dell'Africa Cup 2018 al termine della quale si sarebbero conosciute sia la squadra qualificata che quella che avrebbe acceduto ai ripescaggi.
- Primo turno (giugno — luglio 2016). Coincise con la disputa delle divisioni 1.B (6 squadre) e 1.C (3 squadre) della Coppa d'Africa 2016; accedettero al secondo turno la squadra vincitrice della divisione 1.C e tutte quelle della divisione 1.B tranne quella retrocessa in divisione 1.C per l'anno successivo[1]
- Secondo turno (giugno — luglio 2017). Coincise con la Gold Cup (ex divisione 1.A), composta da 6 squadre, e Silver Cup (ex 1.B), composta da 4 squadre, della Coppa d'Africa 2017. A qualificarsi per il terzo e ultimo turno furono la vincitrice della Silver Cup e le cinque squadre superstiti della Gold Cup[1].
- Terzo turno (giugno — luglio 2018). Esso coincise con la disputa con la Africa Gold Cup, ovvero la prima divisione dell'Africa Cup 2018. Le sei squadre superstiti si affrontarono in un girone all'italiana e la prima classificata, oltre al titolo di campione continentale, fu qualificata direttamente alla Coppa del Mondo, mentre la seconda accedette ai ripescaggi che si tennero in francia a novembre 2018[1].

## Situazione prima degli incontri di qualificazione
| Primo turno | Secondo turno | Terzo turno | Qualificate                                                                                              |
| --- | --- | --- | --- |
| Coppa d'Africa 2016 Div. 1.B - Botswana - Costa d'Avorio - Madagascar - Senegal - Tunisia - Zambia Coppa d'Africa 2016 Div. 1.C - Marocco - Nigeria - Mauritius | Africa Gold Cup 2017 - Namibia - Kenya - Uganda - Zimbabwe - 1ª classificata Divisione 1B 2016 Poule A - 1ª classificata Divisione 1B 2016 Poule B Africa Silver Cup 2017 - 2ª classificata Divisione 1B 2016 Poule A - 2ª classificata Divisione 1B 2016 Poule B - Miglior 3ª classificata Poule A e Poule B - 1ª classificata Divisione 1C 2016 | Africa Gold Cup 2018 - 1ª classificata Africa Gold Cup 2017 - 2ª classificata Africa Gold Cup 2017 - 3ª classificata Africa Gold Cup 2017 - 4ª classificata Africa Gold Cup 2017 - 5ª classificata Africa Gold Cup 2017 - 1ª classificata Africa Silver Cup 2017 | Classificata direttamente - Campione d'Africa 2018 Ai ripescaggi: - 2ª classificata Africa Gold Cup 2018 |

## Primo turno

### Esito del primo turno
- Botswana, Costa d'Avorio, Madagascar, Senegal e Tunisia: qualificate al secondo turno per la divisione 1.B
- Marocco: qualificato al secondo turno per la divisione 1.C

## Secondo turno

### Esito del secondo turno
- Namibia, Kenya, Uganda, Tunisia, Zimbabwe e Marocco: qualificate al terzo turno

## Terzo turno

### Esito del terzo turno
- Namibia: qualificata alla Coppa del Mondo
- Kenya: ai ripescaggi interzona

## Quadro generale delle qualificazioni
In grassetto le squadre qualificate al turno successivo
| Primo turno | Secondo turno | Terzo turno                                                                    | Qualificate                                                |
| --- | --- | ------------------------------------------------------------------------------ | ---------------------------------------------------------- |
| Coppa d'Africa 2016 Div. 1.B - Botswana - Costa d'Avorio - Madagascar - Senegal - Tunisia - Zambia Coppa d'Africa 2016 Div. 1.C - Marocco - Nigeria - Mauritius | Africa Gold Cup 2017 - Namibia - Kenya - Senegal - Tunisia - Uganda - Zimbabwe Africa Silver Cup 2017 - Botswana - Costa d'Avorio - Madagascar - Marocco | Africa Gold Cup 2018 - Kenya - Marocco - Namibia - Tunisia - Uganda - Zimbabwe | Classificata direttamente - Namibia Ai ripescaggi: - Kenya |